# 世纪城街道
世纪城街道是中华人民共和国贵州省貴陽市观山湖区下辖的一个街道办事处。2021年10月18日，将观山湖区世纪城街道龙泽社区世纪金源清怡路片区调整到观山湖区宾阳街道。

## 行政区划
世纪城街道下辖以下村级行政区划单位：
第一社区、第二社区、第三社区、第四社区、第五社区、第六社区、第七社区、第八社区、第九社区、第十社区、第十一社区、第十二社区、第十三社区、第十四社区、第十五社区、第十六社区、景怡苑社区、金谷苑社区、睿力上城社区、观山小区社区、龙泉村。